# Interlands Canadees voetbalelftal 1990-1999
Deze pagina toont een chronologisch en gedetailleerd overzicht van de interlands die het Canadees voetbalelftal speelde in de periode 1990 – 1999.

## Interlands

### 1990
|                                                  |                  |       |                  |                                                                                            |
| 6 mei Northamerican Cup № 150 «onderlinge duels» | Canada           | 1 – 0 | Verenigde Staten | Swangard Stadium, Vancouver Toeschouwers: 4.112 Scheidsrechter: Arturo Brizio Carter (MEX) |
| 6 mei Northamerican Cup № 150 «onderlinge duels» | John Catliff ??' |       |                  | Swangard Stadium, Vancouver Toeschouwers: 4.112 Scheidsrechter: Arturo Brizio Carter (MEX) |

|                                                   |                                    |       |                        |                                                                                       |
| 13 mei Northamerican Cup № 151 «onderlinge duels» | Canada                             | 2 – 1 | Mexico                 | Swangard Stadium, Vancouver Toeschouwers: 5.000 Scheidsrechter: Edward Cummings (USA) |
| 13 mei Northamerican Cup № 151 «onderlinge duels» | John Catliff 88' John Catliff 120' |       | 40' (pen.) Luis Flores | Swangard Stadium, Vancouver Toeschouwers: 5.000 Scheidsrechter: Edward Cummings (USA) |

### 1991
|                                                     |                                                              |       |        |                                                                                           |
| 14 maart Northamerican Cup № 152 «onderlinge duels» | Mexico                                                       | 3 – 0 | Canada | Memorial Coliseum, Los Angeles Toeschouwers: 6.000 Scheidsrechter: Rodolfo Martínez (ESA) |
| 14 maart Northamerican Cup № 152 «onderlinge duels» | Luis Roberto Alves 5' Luis Roberto Alves 48' Pedro Duana 53' |       |        | Memorial Coliseum, Los Angeles Toeschouwers: 6.000 Scheidsrechter: Rodolfo Martínez (ESA) |

|                                                     |                                       |       |        |                                                                                       |
| 16 maart Northamerican Cup № 153 «onderlinge duels» | Verenigde Staten                      | 2 – 0 | Canada | Murdock Stadium, Torrance Toeschouwers: 4.000 Scheidsrechter: José Carlos Ortíz (ESA) |
| 16 maart Northamerican Cup № 153 «onderlinge duels» | Dante Washington 13' Bruce Murray 60' |       |        | Murdock Stadium, Torrance Toeschouwers: 4.000 Scheidsrechter: José Carlos Ortíz (ESA) |

|                                                    |                                     |       |                                                                                      |                                                                                          |
| 28 juni CONCACAF Gold Cup № 154 «onderlinge duels» | Canada                              | 2 – 4 | Honduras                                                                             | Memorial Coliseum, Los Angeles Toeschouwers: 35.000 Scheidsrechter: Arturo Angeles (USA) |
| 28 juni CONCACAF Gold Cup № 154 «onderlinge duels» | Dale Mitchell 66' Dale Mitchell 72' |       | 28' (pen.) Eduardo Bennett 35' Juan Espinoza 44' Luis Cálix 51' Eugenio Dolmo Flores | Memorial Coliseum, Los Angeles Toeschouwers: 35.000 Scheidsrechter: Arturo Angeles (USA) |

|                                                    |                  |       |                                                                              |                                                                                           |
| 30 juni CONCACAF Gold Cup № 155 «onderlinge duels» | Canada           | 1 – 3 | Mexico                                                                       | Memorial Coliseum, Los Angeles Toeschouwers: 4.797 Scheidsrechter: Ronald Gutiérrez (CRC) |
| 30 juni CONCACAF Gold Cup № 155 «onderlinge duels» | Jamie Lowery 83' |       | 4' Carlos Hermosillo 40' José Manuel de la Torre 89' (pen.) Benjamín Galindo | Memorial Coliseum, Los Angeles Toeschouwers: 4.797 Scheidsrechter: Ronald Gutiérrez (CRC) |

|                                                   |                                     |       |                                                       |                                                                                             |
| 3 juli CONCACAF Gold Cup № 156 «onderlinge duels» | Jamaica                             | 2 – 3 | Canada                                                | Memorial Coliseum, Los Angeles Toeschouwers: 36.703 Scheidsrechter: José Carlos Ortíz (ESA) |
| 3 juli CONCACAF Gold Cup № 156 «onderlinge duels» | Hector Wright 42' Roderick Reid 63' |       | 36' Dale Mitchell 54' Colin Miller 60' John Limniatis | Memorial Coliseum, Los Angeles Toeschouwers: 36.703 Scheidsrechter: José Carlos Ortíz (ESA) |

### 1992
|                                                    |                                                                                        |       |                           |                                                                               |
| 2 april Vriendschappelijk № 157 «onderlinge duels» | Canada                                                                                 | 5 – 2 | China                     | Royal Athletic Park, Victoria Toeschouwers: onbekend Scheidsrechter: onbekend |
| 2 april Vriendschappelijk № 157 «onderlinge duels» | John Catliff ??' John Catliff ??' Norman Odinga ??' Nick Gilbert ??' Doug Muirhead ??' |       | Doelpuntenmakers onbekend | Royal Athletic Park, Victoria Toeschouwers: onbekend Scheidsrechter: onbekend |

|                                                   |                  |       |                                                                |                                                                                 |
| 20 mei Vriendschappelijk № 158 «onderlinge duels» | Canada           | 1 – 3 | Schotland                                                      | Varsity Stadium, Toronto Toeschouwers: 10.872 Scheidsrechter: Helder Dias (USA) |
| 20 mei Vriendschappelijk № 158 «onderlinge duels» | John Catliff 43' |       | 23' (pen.) Gary McAllister 68' Ally McCoist 88' Maurice Malpas | Varsity Stadium, Toronto Toeschouwers: 10.872 Scheidsrechter: Helder Dias (USA) |

|                                               |                                                            |       |                                    |                                                                          |
| 13 juni Columbus Cup № 159 «onderlinge duels» | Canada                                                     | 3 – 1 | Hongkong                           | Varsity Stadium, Toronto Toeschouwers: onbekend Scheidsrechter: onbekend |
| 13 juni Columbus Cup № 159 «onderlinge duels» | Eddy Berdusco ??' Paul Peschisolido ??' Carl Valentine ??' |       | Doelpuntenmaker Hong Kong onbekend | Varsity Stadium, Toronto Toeschouwers: onbekend Scheidsrechter: onbekend |

|                                                        |        |                                  |                  |                                                                                   |
| 3 september Vriendschappelijk № 160 «onderlinge duels» | Canada | 0 – 2                            | Verenigde Staten | Memorial Stadium, Saint John Toeschouwers: 3.500 Scheidsrechter: Dino Bucci (CAN) |
| 3 september Vriendschappelijk № 160 «onderlinge duels» |        | 26' Mike Sorber 60' Peter Vermes |                  | Memorial Stadium, Saint John Toeschouwers: 3.500 Scheidsrechter: Dino Bucci (CAN) |

|                                                      |                  |       |        |                                                                                    |
| 9 oktober Vriendschappelijk № 161 «onderlinge duels» | Verenigde Staten | 0 – 0 | Canada | Coliseum Complex, Greensboro Toeschouwers: 2.097 Scheidsrechter: Helder Dias (USA) |
| 9 oktober Vriendschappelijk № 161 «onderlinge duels» |                  |       |        | Coliseum Complex, Greensboro Toeschouwers: 2.097 Scheidsrechter: Helder Dias (USA) |

|                                                     |                   |       |                   |                                                                                      |
| 18 oktober WK-kwalificatie № 162 «onderlinge duels» | Jamaica           | 1 – 1 | Canada            | National Stadium, Kingston Toeschouwers: 17.000 Scheidsrechter: Ramesh Ramdhan (TRI) |
| 18 oktober WK-kwalificatie № 162 «onderlinge duels» | Hector Wright 78' |       | 85' Dale Mitchell | National Stadium, Kingston Toeschouwers: 17.000 Scheidsrechter: Ramesh Ramdhan (TRI) |

|                                                     |                    |       |                  |                                                                                             |
| 25 oktober WK-kwalificatie № 163 «onderlinge duels» | El Salvador        | 1 – 1 | Canada           | Estadio Cuscatlan, San Salvador Toeschouwers: 16.342 Scheidsrechter: Ugalde Rodríguez (CRC) |
| 25 oktober WK-kwalificatie № 163 «onderlinge duels» | Jorge González 35' |       | 86' Colin Miller | Estadio Cuscatlan, San Salvador Toeschouwers: 16.342 Scheidsrechter: Ugalde Rodríguez (CRC) |

|                                                     |                   |       |         |                                                                                     |
| 1 november WK-kwalificatie № 164 «onderlinge duels» | Canada            | 1 – 0 | Jamaica | Varsity Stadium, Toronto Toeschouwers: 6.526 Scheidsrechter: Franklin Morales (GUA) |
| 1 november WK-kwalificatie № 164 «onderlinge duels» | Dale Mitchell 53' |       |         | Varsity Stadium, Toronto Toeschouwers: 6.526 Scheidsrechter: Franklin Morales (GUA) |

|                                                     |                                    |       |                                                      |                                                                                          |
| 8 november WK-kwalificatie № 165 «onderlinge duels» | Canada                             | 2 – 3 | El Salvador                                          | Swangard Stadium, Burnaby Toeschouwers: 6.278 Scheidsrechter: Orendain Castellanos (MEX) |
| 8 november WK-kwalificatie № 165 «onderlinge duels» | Colin Miller 13' Dale Mitchell 71' |       | 44' Guillermo Rivera 52' Oscar Ulloa 89' Oscar Ulloa | Swangard Stadium, Burnaby Toeschouwers: 6.278 Scheidsrechter: Orendain Castellanos (MEX) |

|                                                      |                                                                   |       |                                 |                                                                                 |
| 15 november WK-kwalificatie № 166 «onderlinge duels» | Canada                                                            | 4 – 2 | Bermuda                         | Swangard Stadium, Burnaby Toeschouwers: 4.093 Scheidsrechter: Padro Borja (MEX) |
| 15 november WK-kwalificatie № 166 «onderlinge duels» | Alex Bunbury 7' Alex Bunbury 9' Alex Bunbury 36' Geoff Aunger 84' |       | 70' Shaun Goater 76' Shaki Swan | Swangard Stadium, Burnaby Toeschouwers: 4.093 Scheidsrechter: Padro Borja (MEX) |

|                                                     |         |       |        |                                                                                              |
| 6 december WK-kwalificatie № 167 «onderlinge duels» | Bermuda | 0 – 0 | Canada | Bermuda National Stadium, Hamilton Toeschouwers: 1.200 Scheidsrechter: Edward Cummings (USA) |
| 6 december WK-kwalificatie № 167 «onderlinge duels» |         |       |        | Bermuda National Stadium, Hamilton Toeschouwers: 1.200 Scheidsrechter: Edward Cummings (USA) |

### 1993
|                                                    |                                            |       |                                       |                                                                                  |
| 4 maart Vriendschappelijk № 168 «onderlinge duels» | Verenigde Staten                           | 2 – 2 | Canada                                | LeBard Stadium, Costa Mesa Toeschouwers: 5.743 Scheidsrechter: Helder Dias (USA) |
| 4 maart Vriendschappelijk № 168 «onderlinge duels» | Dominic Kinnear 2' Bruce Murray 64' (pen.) |       | 14' Steven MacDonald 30' John Catliff | LeBard Stadium, Costa Mesa Toeschouwers: 5.743 Scheidsrechter: Helder Dias (USA) |

|                                                    |        |                                     |            |                                                                                |
| 9 maart Vriendschappelijk № 169 «onderlinge duels» | Canada | 0 – 2                               | Zuid-Korea | Swangard Stadium, Burnaby Toeschouwers: 1.554 Scheidsrechter: Rene Parra (CAN) |
| 9 maart Vriendschappelijk № 169 «onderlinge duels» |        | 18' Kim Tae-Young 87' Kim Hyun-Seok |            | Swangard Stadium, Burnaby Toeschouwers: 1.554 Scheidsrechter: Rene Parra (CAN) |

|                                                     |                                    |       |            |                                                                                        |
| 11 maart Vriendschappelijk № 170 «onderlinge duels» | Canada                             | 2 – 0 | Zuid-Korea | Royal Athletic Park, Victoria Toeschouwers: 1.212 Scheidsrechter: Robert Sawtell (CAN) |
| 11 maart Vriendschappelijk № 170 «onderlinge duels» | John Catliff 20' Eddy Berdusco 70' |       |            | Royal Athletic Park, Victoria Toeschouwers: 1.212 Scheidsrechter: Robert Sawtell (CAN) |

|                                                     |            |                  |        |                                                                                              |
| 24 maart Vriendschappelijk № 171 «onderlinge duels» | Costa Rica | 0 – 1            | Canada | Estadio Ricardo Saprissa, San José Toeschouwers: 2.000 Scheidsrechter: Rodrigo Badilla (CRC) |
| 24 maart Vriendschappelijk № 171 «onderlinge duels» |            | 83' Colin Miller |        | Estadio Ricardo Saprissa, San José Toeschouwers: 2.000 Scheidsrechter: Rodrigo Badilla (CRC) |

|                                                  |                                                       |       |                                   |                                                                                            |
| 4 april WK-kwalificatie № 172 «onderlinge duels» | Honduras                                              | 2 – 2 | Canada                            | Estadio Tiburcio Carías, Tegucigalpa Toeschouwers: 30.000 Scheidsrechter: Noel Smith (JAM) |
| 4 april WK-kwalificatie № 172 «onderlinge duels» | Rodolfo Richardson 41' (pen.) César Obando 89' (pen.) |       | 34' John Catliff 68' Alex Bunbury | Estadio Tiburcio Carías, Tegucigalpa Toeschouwers: 30.000 Scheidsrechter: Noel Smith (JAM) |

|                                                   |                                   |       |             |                                                                                    |
| 11 april WK-kwalificatie № 173 «onderlinge duels» | Canada                            | 2 – 0 | El Salvador | Swangard Stadium, Burnaby Toeschouwers: 6.968 Scheidsrechter: Ramesh Ramdhan (TRI) |
| 11 april WK-kwalificatie № 173 «onderlinge duels» | Alex Bunbury 26' John Catliff 32' |       |             | Swangard Stadium, Burnaby Toeschouwers: 6.968 Scheidsrechter: Ramesh Ramdhan (TRI) |

|                                                   |                                                              |       |                 |                                                                                    |
| 18 april WK-kwalificatie № 174 «onderlinge duels» | Canada                                                       | 3 – 1 | Honduras        | Swangard Stadium, Burnaby Toeschouwers: 6.868 Scheidsrechter: Ramesh Ramdhan (TRI) |
| 18 april WK-kwalificatie № 174 «onderlinge duels» | Dominic Mobilio 50' John Catliff 61' (pen.) John Catliff 71' |       | 17' Alex Pineda | Swangard Stadium, Burnaby Toeschouwers: 6.868 Scheidsrechter: Ramesh Ramdhan (TRI) |

|                                                   |                                                                                    |       |        |                                                                                     |
| 25 april WK-kwalificatie № 175 «onderlinge duels» | Mexico                                                                             | 4 – 0 | Canada | Estadio Azteca, Mexico-Stad Toeschouwers: 103.000 Scheidsrechter: Berny Ulloa (CRC) |
| 25 april WK-kwalificatie № 175 «onderlinge duels» | Ramón Ramírez 21' Ramón Ramírez 36' Luis Flores 55' Alberto García Aspe 68' (pen.) |       |        | Estadio Azteca, Mexico-Stad Toeschouwers: 103.000 Scheidsrechter: Berny Ulloa (CRC) |

|                                                |                    |       |                                      |                                                                                              |
| 2 mei WK-kwalificatie № 176 «onderlinge duels» | El Salvador        | 1 – 2 | Canada                               | Estadio Cuscatlán, San Salvador Toeschouwers: 25.000 Scheidsrechter: Arlington Success (ANT) |
| 2 mei WK-kwalificatie № 176 «onderlinge duels» | Jorge González 59' |       | 26' John Catliff 60' Dominic Mobilio | Estadio Cuscatlán, San Salvador Toeschouwers: 25.000 Scheidsrechter: Arlington Success (ANT) |

|                                                |                  |       |                                            |                                                                                 |
| 9 mei WK-kwalificatie № 177 «onderlinge duels» | Canada           | 1 – 2 | Mexico                                     | Varsity Stadium, Toronto Toeschouwers: 12.000 Scheidsrechter: Helmut Krug (GER) |
| 9 mei WK-kwalificatie № 177 «onderlinge duels» | Alex Bunbury 17' |       | 35' Hugo Sánchez 83' Francisco Javier Cruz | Varsity Stadium, Toronto Toeschouwers: 12.000 Scheidsrechter: Helmut Krug (GER) |

|                                                    |                           |       |        |                                                                     |
| 21 juni Vriendschappelijk № 178 «onderlinge duels» | Verenigde Staten          | 3 – 0 | Canada | Silverdome, Detroit Toeschouwers: onbekend Scheidsrechter: onbekend |
| 21 juni Vriendschappelijk № 178 «onderlinge duels» | Doelpuntenmakers onbekend |       |        | Silverdome, Detroit Toeschouwers: onbekend Scheidsrechter: onbekend |

|                                                    |                  |       |               |                                                                                   |
| 11 juli CONCACAF Gold Cup № 179 «onderlinge duels» | Canada           | 1 – 1 | Costa Rica    | Estadio Azteca, Mexico-Stad Toeschouwers: 17.000 Scheidsrechter: Mark Forde (BRB) |
| 11 juli CONCACAF Gold Cup № 179 «onderlinge duels» | Nick Dasovic 43' |       | 82' Roy Myers | Estadio Azteca, Mexico-Stad Toeschouwers: 17.000 Scheidsrechter: Mark Forde (BRB) |

|                                                    |                                   |       |                                           |                                                                                         |
| 15 juli CONCACAF Gold Cup № 180 «onderlinge duels» | Canada                            | 2 – 2 | Martinique                                | Estadio Azteca, Mexico-Stad Toeschouwers: 35.000 Scheidsrechter: Argelio Sabillón (HON) |
| 15 juli CONCACAF Gold Cup № 180 «onderlinge duels» | Geoff Aunger 25' Alex Bunbury 43' |       | 53' Georges Gertrude 86' Thierry Fondelot | Estadio Azteca, Mexico-Stad Toeschouwers: 35.000 Scheidsrechter: Argelio Sabillón (HON) |

|                                                    |                                                                                               |       |        |                                                                                       |
| 18 juli CONCACAF Gold Cup № 181 «onderlinge duels» | Mexico                                                                                        | 8 – 0 | Canada | Estadio Azteca, Mexico-Stad Toeschouwers: 70.000 Scheidsrechter: Raul Dominguez (USA) |
| 18 juli CONCACAF Gold Cup № 181 «onderlinge duels» | Jorge Rodríguez 4', 67' Octavio Mora 24', 30' Zaguinho 32', 34' Luis Miguel Salvador 83', 88' |       |        | Estadio Azteca, Mexico-Stad Toeschouwers: 70.000 Scheidsrechter: Raul Dominguez (USA) |

|                                                  |                                     |       |                         |                                                                                                |
| 31 juli WK-kwalificatie № 182 «onderlinge duels» | Canada                              | 2 – 1 | Australië               | Commonwealth Stadium, Edmonton Toeschouwers: 27.775 Scheidsrechter: Arturo Brizio Carter (MEX) |
| 31 juli WK-kwalificatie № 182 «onderlinge duels» | Mark Watson 52' Domenic Mobilio 57' |       | 44' (e.d.) Nick Dasovic | Commonwealth Stadium, Edmonton Toeschouwers: 27.775 Scheidsrechter: Arturo Brizio Carter (MEX) |

|                                                      |                                                  |       |                                         |                                                                                             |
| 15 augustus WK-kwalificatie № 183 «onderlinge duels» | Australië                                        | 2 – 1 | Canada                                  | Sydney Football Stadium, Sydney Toeschouwers: 27.775 Scheidsrechter: Shinichiro Obata (JPN) |
| 15 augustus WK-kwalificatie № 183 «onderlinge duels» | Frank Farina 45' Mehmet Durakovic 77'            |       | 55' Lyndon Hooper                       | Sydney Football Stadium, Sydney Toeschouwers: 27.775 Scheidsrechter: Shinichiro Obata (JPN) |
| 15 augustus WK-kwalificatie № 183 «onderlinge duels» | Strafschoppen                                    |       |                                         | Sydney Football Stadium, Sydney Toeschouwers: 27.775 Scheidsrechter: Shinichiro Obata (JPN) |
| 15 augustus WK-kwalificatie № 183 «onderlinge duels» | Paul Wade Aurelio Vidmar Alex Tobin Frank Farina | 4 – 1 | Dale Mitchell Alex Bunbury Mike Sweeney | Sydney Football Stadium, Sydney Toeschouwers: 27.775 Scheidsrechter: Shinichiro Obata (JPN) |

### 1994
|                                                   |                   |       |                      |                                                                                          |
| 1 juni Vriendschappelijk № 184 «onderlinge duels» | Canada            | 1 – 1 | Marokko              | Stade Claude Robillard, Montreal Toeschouwers: 3.816 Scheidsrechter: Jack d'Aquila (USA) |
| 1 juni Vriendschappelijk № 184 «onderlinge duels» | Rudy Doliscat 90' |       | 57' Mohammed Chaouch | Stade Claude Robillard, Montreal Toeschouwers: 3.816 Scheidsrechter: Jack d'Aquila (USA) |

|                                                   |                   |       |             |                                                                                           |
| 5 juni Vriendschappelijk № 185 «onderlinge duels» | Canada            | 1 – 1 | Brazilië    | Commonwealth Stadium, Edmonton Toeschouwers: 51.936 Scheidsrechter: Antonio Marrufo (MEX) |
| 5 juni Vriendschappelijk № 185 «onderlinge duels» | Eddy Berdusco 70' |       | 45' Romário | Commonwealth Stadium, Edmonton Toeschouwers: 51.936 Scheidsrechter: Antonio Marrufo (MEX) |

|                                                   |        |                                     |           |                                                                                   |
| 8 juni Vriendschappelijk № 186 «onderlinge duels» | Canada | 0 – 2                               | Duitsland | Varsity Stadium, Toronto Toeschouwers: 20.124 Scheidsrechter: Stephen Lodge (ENG) |
| 8 juni Vriendschappelijk № 186 «onderlinge duels» |        | 30' Matthias Sammer 90' Rudi Völler |           | Varsity Stadium, Toronto Toeschouwers: 20.124 Scheidsrechter: Stephen Lodge (ENG) |

|                                                    |        |                              |        |                                                                                      |
| 10 juni Vriendschappelijk № 187 «onderlinge duels» | Canada | 0 – 2                        | Spanje | Stade Claude Robillard, Montreal Toeschouwers: 5.256 Scheidsrechter: Mike Reed (ENG) |
| 10 juni Vriendschappelijk № 187 «onderlinge duels» |        | 9' Julio Salinas 89' Juanele |        | Stade Claude Robillard, Montreal Toeschouwers: 5.256 Scheidsrechter: Mike Reed (ENG) |

|                                                    |        |                                                         |           |                                                                                   |
| 12 juni Vriendschappelijk № 188 «onderlinge duels» | Canada | 0 – 3                                                   | Nederland | Varsity Stadium, Toronto Toeschouwers: 20.104 Scheidsrechter: Stephen Lodge (ENG) |
| 12 juni Vriendschappelijk № 188 «onderlinge duels» |        | 7' Dennis Bergkamp 13' Marc Overmars 37' Frank Rijkaard |           | Varsity Stadium, Toronto Toeschouwers: 20.104 Scheidsrechter: Stephen Lodge (ENG) |

### 1995
|                                                 |        |                        |            |                                                                                      |
| 24 januari Skydome Cup № 189 «onderlinge duels» | Canada | 0 – 1                  | Denemarken | Varsity Stadium, Toronto Toeschouwers: 10.024 Scheidsrechter: Boulos Zimmerman (USA) |
| 24 januari Skydome Cup № 189 «onderlinge duels» |        | 52' Lars Højer Nielsen |            | Varsity Stadium, Toronto Toeschouwers: 10.024 Scheidsrechter: Boulos Zimmerman (USA) |

|                                                 |                  |       |                   |                                                                                      |
| 26 januari Skydome Cup № 190 «onderlinge duels» | Canada           | 1 – 1 | Portugal          | Varsity Stadium, Toronto Toeschouwers: 13.658 Scheidsrechter: Boulos Zimmerman (USA) |
| 26 januari Skydome Cup № 190 «onderlinge duels» | Alex Bunbury 82' |       | 10' António Folha | Varsity Stadium, Toronto Toeschouwers: 13.658 Scheidsrechter: Boulos Zimmerman (USA) |

|                                            |                                            |       |               |                                                                                      |
| 22 mei Canada Cup № 191 «onderlinge duels» | Canada                                     | 2 – 0 | Noord-Ierland | Commonwealth Stadium, Edmonton Toeschouwers: 12.112 Scheidsrechter: Brian Hall (USA) |
| 22 mei Canada Cup № 191 «onderlinge duels» | Paul Peschisolido 9' Paul Peschisolido 23' |       |               | Commonwealth Stadium, Edmonton Toeschouwers: 12.112 Scheidsrechter: Brian Hall (USA) |

|                                            |                       |       |                                        |                                                                                       |
| 28 mei Canada Cup № 192 «onderlinge duels» | Canada                | 1 – 2 | Chili                                  | Commonwealth Stadium, Edmonton Toeschouwers: 17.150 Scheidsrechter: Tim Weyland (USA) |
| 28 mei Canada Cup № 192 «onderlinge duels» | Paul Peschisolido 13' |       | 32' Esteban Valencia 87' Marcelo Salas | Commonwealth Stadium, Edmonton Toeschouwers: 17.150 Scheidsrechter: Tim Weyland (USA) |

|                                                   |                    |       |                                                           |                                                                                       |
| 4 juni Vriendschappelijk № 193 «onderlinge duels» | Canada             | 1 – 3 | Turkije                                                   | Varsity Stadium, Toronto Toeschouwers: 9.024 Scheidsrechter: Mario van der Ende (NED) |
| 4 juni Vriendschappelijk № 193 «onderlinge duels» | Niall Thompson 47' |       | 9' Alpay Özalan 12' Ogün Temizkanoğlu 53' Ertuğrul Sağlam | Varsity Stadium, Toronto Toeschouwers: 9.024 Scheidsrechter: Mario van der Ende (NED) |

|                                                   |        |                                                             |         |                                                                                               |
| 7 juni Vriendschappelijk № 194 «onderlinge duels» | Canada | 0 – 3                                                       | Turkije | Stade Claude Robillard, Montreal Toeschouwers: 2.602 Scheidsrechter: Mario van der Ende (NED) |
| 7 juni Vriendschappelijk № 194 «onderlinge duels» |        | 69' Sergen Yalçın 86' Ogün Temizkanoğlu 90' Ertuğrul Sağlam |         | Stade Claude Robillard, Montreal Toeschouwers: 2.602 Scheidsrechter: Mario van der Ende (NED) |

|                                                  |                                                      |       |                 |                                                                                        |
| 1 augustus Caribana Cup № 195 «onderlinge duels» | Canada                                               | 3 – 1 | Jamaica         | Varsity Stadium, Toronto Toeschouwers: 5.883 Scheidsrechter: Esfandiar Baharmast (USA) |
| 1 augustus Caribana Cup № 195 «onderlinge duels» | Tom Kouzmanis 34' Tom Kouzmanis 35' Geoff Aunger 57' |       | 33' Onandi Lowe | Varsity Stadium, Toronto Toeschouwers: 5.883 Scheidsrechter: Esfandiar Baharmast (USA) |

|                                                  |                                                           |       |                    |                                                                                        |
| 3 augustus Caribana Cup № 196 «onderlinge duels» | Canada                                                    | 3 – 1 | Trinidad en Tobago | Varsity Stadium, Toronto Toeschouwers: 3.508 Scheidsrechter: Esfandiar Baharmast (USA) |
| 3 augustus Caribana Cup № 196 «onderlinge duels» | Tom Kouzmanis 34' Tom Kouzmanis 70' Paul Peschisolido 71' |       | 90' Alvin Boisson  | Varsity Stadium, Toronto Toeschouwers: 3.508 Scheidsrechter: Esfandiar Baharmast (USA) |

|                                                       |                                                 |       |        |                                                                                           |
| 11 oktober Vriendschappelijk № 197 «onderlinge duels» | Chili                                           | 2 – 0 | Canada | Estadio Municipal, Concepción Toeschouwers: 11.700 Scheidsrechter: Javier Castrilli (ARG) |
| 11 oktober Vriendschappelijk № 197 «onderlinge duels» | Sebastián Rozental 47' (pen.) Marcelo Salas 67' |       |        | Estadio Municipal, Concepción Toeschouwers: 11.700 Scheidsrechter: Javier Castrilli (ARG) |

### 1996
|                                                       |                                                       |       |                    |                                                                                                  |
| 10 januari CONCACAF Gold Cup № 198 «onderlinge duels» | Canada                                                | 3 – 1 | Honduras           | Edison International Field, Anaheim Toeschouwers: 27.125 Scheidsrechter: Peter Prendergast (JAM) |
| 10 januari CONCACAF Gold Cup № 198 «onderlinge duels» | Carlo Corazzin 9' Kevin Holness 27' Kevin Holness 63' |       | 40' Presley Carson | Edison International Field, Anaheim Toeschouwers: 27.125 Scheidsrechter: Peter Prendergast (JAM) |

|                                                       |                                                     |       |                      |                                                                                           |
| 12 januari CONCACAF Gold Cup № 199 «onderlinge duels» | Brazilië                                            | 4 – 1 | Canada               | Memorial Coliseum, Los Angeles Toeschouwers: 8.234 Scheidsrechter: Ronald Gutiérrez (CRC) |
| 12 januari CONCACAF Gold Cup № 199 «onderlinge duels» | André Luis 3' Caio 7' Sávio 14' Leandro Machado 86' |       | 66' Tomasz Radzinski | Memorial Coliseum, Los Angeles Toeschouwers: 8.234 Scheidsrechter: Ronald Gutiérrez (CRC) |

|                                                   |        |                  |            |                                                                               |
| 5 juni Vriendschappelijk № 200 «onderlinge duels» | Canada | 0 – 1            | Costa Rica | Varsity Stadium, Toronto Toeschouwers: 3.822 Scheidsrechter: José Faria (CAN) |
| 5 juni Vriendschappelijk № 200 «onderlinge duels» |        | 80' Rónald Gómez |            | Varsity Stadium, Toronto Toeschouwers: 3.822 Scheidsrechter: José Faria (CAN) |

|                                                      |                                                                  |       |                       |                                                                                             |
| 30 augustus WK-kwalificatie № 201 «onderlinge duels» | Canada                                                           | 3 – 1 | Panama                | Commonwealth Stadium, Edmonton Toeschouwers: 5.255 Scheidsrechter: José Ramírez Suazo (HON) |
| 30 augustus WK-kwalificatie № 201 «onderlinge duels» | Geoff Aunger 41' (pen.) Paul Peschisolido 42' Carlo Corrazin 87' |       | 50' Jorge Dely Valdes | Commonwealth Stadium, Edmonton Toeschouwers: 5.255 Scheidsrechter: José Ramírez Suazo (HON) |

|                                                     |                                        |       |      |                                                                                         |
| 10 oktober WK-kwalificatie № 202 «onderlinge duels» | Canada                                 | 2 – 0 | Cuba | Commonwealth Stadium, Edmonton Toeschouwers: 6.000 Scheidsrechter: Ramesh Ramdhan (TRI) |
| 10 oktober WK-kwalificatie № 202 «onderlinge duels» | Alex Bunbury 29' Paul Peschisolido 54' |       |      | Commonwealth Stadium, Edmonton Toeschouwers: 6.000 Scheidsrechter: Ramesh Ramdhan (TRI) |

|                                                     |                                        |       |      |                                                                                             |
| 13 oktober WK-kwalificatie № 203 «onderlinge duels» | Canada                                 | 2 – 0 | Cuba | Commonwealth Stadium, Edmonton Toeschouwers: 10.122 Scheidsrechter: Carlos Mendizabal (GUA) |
| 13 oktober WK-kwalificatie № 203 «onderlinge duels» | Paul Peschisolido 16' Nick Dasovic 79' |       |      | Commonwealth Stadium, Edmonton Toeschouwers: 10.122 Scheidsrechter: Carlos Mendizabal (GUA) |

|                                                     |        |       |        |                                                                                               |
| 27 oktober WK-kwalificatie № 204 «onderlinge duels» | Panama | 0 – 0 | Canada | Estadio Rommel Fernández, Panama-Stad Toeschouwers: 7.388 Scheidsrechter: Carlos Batres (GUA) |
| 27 oktober WK-kwalificatie № 204 «onderlinge duels» |        |       |        | Estadio Rommel Fernández, Panama-Stad Toeschouwers: 7.388 Scheidsrechter: Carlos Batres (GUA) |

|                                                     |                         |       |             |                                                                                        |
| 3 november WK-kwalificatie № 205 «onderlinge duels» | Canada                  | 1 – 0 | El Salvador | Swangard Stadium, Vancouver Toeschouwers: 6.858 Scheidsrechter: Ronald Gutíerrez (CRC) |
| 3 november WK-kwalificatie № 205 «onderlinge duels» | Alex Bunbury 65' (pen.) |       |             | Swangard Stadium, Vancouver Toeschouwers: 6.858 Scheidsrechter: Ronald Gutíerrez (CRC) |

|                                                      |             |                                  |        |                                                                                                 |
| 15 december WK-kwalificatie № 206 «onderlinge duels» | El Salvador | 0 – 2                            | Canada | Estadio Cuscatlán, San Salvador Toeschouwers: 15.233 Scheidsrechter: Arturo Brizio Carter (MEX) |
| 15 december WK-kwalificatie № 206 «onderlinge duels» |             | 61' Mark Watson 78' Alex Bunbury |        | Estadio Cuscatlán, San Salvador Toeschouwers: 15.233 Scheidsrechter: Arturo Brizio Carter (MEX) |

### 1997
|                                                  |                                                                                      |       |        |                                                                                         |
| 2 maart WK-kwalificatie № 207 «onderlinge duels» | Mexico                                                                               | 4 – 0 | Canada | Estadio Azteca, Mexico-Stad Toeschouwers: 95.000 Scheidsrechter: Argelio Sabillon (HON) |
| 2 maart WK-kwalificatie № 207 «onderlinge duels» | Carlos Hermosillo 51' Benjamin Galindo 61' Carlos Hermosillo 81' Luis dos Santos 88' |       |        | Estadio Azteca, Mexico-Stad Toeschouwers: 95.000 Scheidsrechter: Argelio Sabillon (HON) |

|                                                   |                                                    |       |        |                                                                                    |
| 16 maart WK-kwalificatie № 208 «onderlinge duels» | Verenigde Staten                                   | 3 – 0 | Canada | Stanford Stadium, Stanford Toeschouwers: 28.898 Scheidsrechter: Luis Oliveto (ARG) |
| 16 maart WK-kwalificatie № 208 «onderlinge duels» | Eric Wynalda 7' Eddie Pope 13' Earnest Stewart 88' |       |        | Stanford Stadium, Stanford Toeschouwers: 28.898 Scheidsrechter: Luis Oliveto (ARG) |

|                                                  |        |       |             |                                                                                      |
| 6 april WK-kwalificatie № 209 «onderlinge duels» | Canada | 0 – 0 | El Salvador | Swangard Stadium, Burnaby Toeschouwers: 8.312 Scheidsrechter: Fernando Sánchez (CHL) |
| 6 april WK-kwalificatie № 209 «onderlinge duels» |        |       |             | Swangard Stadium, Burnaby Toeschouwers: 8.312 Scheidsrechter: Fernando Sánchez (CHL) |

|                                                   |        |       |         |                                                                                    |
| 27 april WK-kwalificatie № 209 «onderlinge duels» | Canada | 0 – 0 | Jamaica | Swangard Stadium, Burnaby Toeschouwers: 7.634 Scheidsrechter: Ramesh Ramdhan (TRI) |
| 27 april WK-kwalificatie № 209 «onderlinge duels» |        |       |         | Swangard Stadium, Burnaby Toeschouwers: 7.634 Scheidsrechter: Ramesh Ramdhan (TRI) |

|                                                 |                   |       |            |                                                                                        |
| 1 juni WK-kwalificatie № 210 «onderlinge duels» | Canada            | 1 – 0 | Costa Rica | Commonwealth Stadium, Edmonton Toeschouwers: 10.150 Scheidsrechter: Nelson Calix (HON) |
| 1 juni WK-kwalificatie № 210 «onderlinge duels» | Eddy Berdusco 68' |       |            | Commonwealth Stadium, Edmonton Toeschouwers: 10.150 Scheidsrechter: Nelson Calix (HON) |

|                                                        |        |                   |      |                                                                                         |
| 17 augustus Vriendschappelijk № 211 «onderlinge duels» | Canada | 0 – 1             | Iran | Varsity Stadium, Toronto Toeschouwers: 10.000 Scheidsrechter: Esfandiar Baharmast (USA) |
| 17 augustus Vriendschappelijk № 211 «onderlinge duels» |        | 45' Karim Bagheri |      | Varsity Stadium, Toronto Toeschouwers: 10.000 Scheidsrechter: Esfandiar Baharmast (USA) |

|                                                      |                 |       |        |                                                                                   |
| 7 september WK-kwalificatie № 212 «onderlinge duels» | Jamaica         | 1 – 0 | Canada | Independence Park, Kingston Toeschouwers: 30.000 Scheidsrechter: Óscar Ruiz (COL) |
| 7 september WK-kwalificatie № 212 «onderlinge duels» | Deon Burton 55' |       |        | Independence Park, Kingston Toeschouwers: 30.000 Scheidsrechter: Óscar Ruiz (COL) |

|                                                       |                                                                              |       |                  |                                                                                               |
| 14 september WK-kwalificatie № 213 «onderlinge duels» | El Salvador                                                                  | 4 – 1 | Canada           | Estadio Cuscatlán, San Salvador Toeschouwers: 27.767 Scheidsrechter: Mario Efraín López (GUA) |
| 14 september WK-kwalificatie № 213 «onderlinge duels» | Nildeson 16' Willian Renderos 52' Mauricio Cienfuegos 57' Raúl Díaz Arce 88' |       | 25' Alex Bunbury | Estadio Cuscatlán, San Salvador Toeschouwers: 27.767 Scheidsrechter: Mario Efraín López (GUA) |

|                                                     |                                     |       |                                         |                                                                                             |
| 12 oktober WK-kwalificatie № 214 «onderlinge duels» | Canada                              | 2 – 2 | Mexico                                  | Commonwealth Stadium, Edmonton Toeschouwers: 12.150 Scheidsrechter: Carlos Mendizabal (GUA) |
| 12 oktober WK-kwalificatie № 214 «onderlinge duels» | Carlo Corazzin 56' Alex Bunbury 62' |       | 8' Enrique Alfaro 87' Carlos Hermosillo | Commonwealth Stadium, Edmonton Toeschouwers: 12.150 Scheidsrechter: Carlos Mendizabal (GUA) |

|                                                     |        |                                                    |                  |                                                                                           |
| 9 november WK-kwalificatie № 215 «onderlinge duels» | Canada | 0 – 3                                              | Verenigde Staten | Commonwealth Stadium, Edmonton Toeschouwers: 8.420 Scheidsrechter: John Toro Rendón (COL) |
| 9 november WK-kwalificatie № 215 «onderlinge duels» |        | 5' Claudio Reyna 80' Roy Wegerle 90+4' Roy Wegerle |                  | Commonwealth Stadium, Edmonton Toeschouwers: 8.420 Scheidsrechter: John Toro Rendón (COL) |

|                                                      |                                                         |       |                   |                                                                                              |
| 16 november WK-kwalificatie № 216 «onderlinge duels» | Costa Rica                                              | 3 – 1 | Canada            | Estadio Ricardo Saprissa, San José Toeschouwers: 4.200 Scheidsrechter: Antônio Pereira (BRA) |
| 16 november WK-kwalificatie № 216 «onderlinge duels» | Richard Smith 7' Fárlen Ilama 47' Luis Marín 89' (pen.) |       | 48' Carl Fletcher | Estadio Ricardo Saprissa, San José Toeschouwers: 4.200 Scheidsrechter: Antônio Pereira (BRA) |

### 1998
|                                                   |                   |       |           |                                                                                   |
| 18 mei Vriendschappelijk № 218 «onderlinge duels» | Canada            | 1 – 0 | Macedonië | Exhibition Stadium, Toronto Toeschouwers: 8.491 Scheidsrechter: José Farias (CAN) |
| 18 mei Vriendschappelijk № 218 «onderlinge duels» | Niall Thompson 6' |       |           | Exhibition Stadium, Toronto Toeschouwers: 8.491 Scheidsrechter: José Farias (CAN) |

### 1999
|                                                     |                    |       |                  |                                                                              |
| 27 april Vriendschappelijk № 219 «onderlinge duels» | Noord-Ierland      | 1 – 1 | Canada           | Windsor Park, Belfast Toeschouwers: 7.663 Scheidsrechter: Mike McCurry (SCO) |
| 27 april Vriendschappelijk № 219 «onderlinge duels» | Paul McVeigh 90+2' |       | 67' Marc Bircham | Windsor Park, Belfast Toeschouwers: 7.663 Scheidsrechter: Mike McCurry (SCO) |

|                                            |                                   |       |           |                                                                                      |
| 2 juni Canada Cup № 220 «onderlinge duels» | Canada                            | 2 – 0 | Guatemala | Commonwealth Stadium, Edmonton Toeschouwers: 5.821 Scheidsrechter: Kevin Terry (USA) |
| 2 juni Canada Cup № 220 «onderlinge duels» | Paul Stalteri 42' Jason DeVos 62' |       |           | Commonwealth Stadium, Edmonton Toeschouwers: 5.821 Scheidsrechter: Kevin Terry (USA) |

|                                            |        |              |      |                                                                                          |
| 4 juni Canada Cup № 221 «onderlinge duels» | Canada | 0 – 1        | Iran | Commonwealth Stadium, Edmonton Toeschouwers: 8.865 Scheidsrechter: Antonio Mendoza (USA) |
| 4 juni Canada Cup № 221 «onderlinge duels» |        | 71' Ali Daei |      | Commonwealth Stadium, Edmonton Toeschouwers: 8.865 Scheidsrechter: Antonio Mendoza (USA) |

|                                            |                  |       |                                           |                                                                                          |
| 6 juni Canada Cup № 222 «onderlinge duels» | Canada           | 1 – 2 | Ecuador                                   | Commonwealth Stadium, Edmonton Toeschouwers: 8.865 Scheidsrechter: Antonio Marrufo (MEX) |
| 6 juni Canada Cup № 222 «onderlinge duels» | Davide Xausa 50' |       | 17' Ariel Graziani 55' (e.d.) Jason DeVos | Commonwealth Stadium, Edmonton Toeschouwers: 8.865 Scheidsrechter: Antonio Marrufo (MEX) |

|                                                   |        |                                                 |               |                                                                          |
| 9 juli Vriendschappelijk № 224 «onderlinge duels» | Canada | 0 – 2                                           | Saoedi-Arabië | Titan Stadium, Fullerton Toeschouwers: onbekend Scheidsrechter: onbekend |
| 9 juli Vriendschappelijk № 224 «onderlinge duels» |        | 76' Ibrahim Suaed 90' (pen.) Hussain Abdulghani |               | Titan Stadium, Fullerton Toeschouwers: onbekend Scheidsrechter: onbekend |

|                                                        |                 |       |         |                                                                               |
| 2 september Vriendschappelijk № 224 «onderlinge duels» | Canada          | 1 – 0 | Jamaica | Varsity Stadium, Toronto Toeschouwers: 8.568 Scheidsrechter: Ali Saheli (USA) |
| 2 september Vriendschappelijk № 224 «onderlinge duels» | Jim Brennan 53' |       |         | Varsity Stadium, Toronto Toeschouwers: 8.568 Scheidsrechter: Ali Saheli (USA) |

Canadese voetbalbond · A-internationals · Bondscoaches · Selecties · Statistieken · Canadees vrouwenelftal · Canada U21 · Canada U20 · Canada U19 · Canada U18 · Canada U17
1885 – 1949 ·
1950 – 1969 ·
1970 – 1979 ·
1980 – 1989 ·
1990 – 1999 ·
2000 – 2009 ·
2010 – 2019 ·
2020 − 2029
WK 1986
OS 1904 · 
OS 1976 · 
OS 1984
1885 · 
1886 · 
1887 · 
1888 · 
1889–1903 · 
1904 · 
1905–1923 · 
1924 · 
1925 · 
1926 · 
1927 · 
1928–1936 · 
1937 · 
1938–1956 · 
1957 · 
1958–1967 · 
1968 · 
1969–1971 · 
1972 · 
1973 · 
1974 · 
1975 · 
1976 · 
1977 · 
1978–1979 · 
1980 · 
1981 · 
1982 · 
1983 · 
1984 · 
1985 · 
1986 · 
1987 · 
1988 · 
1989 · 
1990 · 
1991 · 
1992 · 
1993 · 
1994 · 
1995 · 
1996 · 
1997 · 
1998 · 
1999 · 
2000 · 
2001 · 
2002 · 
2003 · 
2004 · 
2005 · 
2006 · 
2007 · 
2008 · 
2009 · 
2010 · 
2011 · 
2012 · 
2013 ·
2014 ·
2015 ·
2016 ·
2017 ·
2018 ·
2019 ·
2020 ·
2021 ·
2022
Amerikaanse Maagdeneilanden ·
Argentinië ·
Armenië ·
Aruba ·
Australië ·
Azerbeidzjan ·
Bahrein ·
Barbados ·
België ·
Belize ·
Bermuda ·
Brazilië ·
Bulgarije · 
Chili ·
China ·
Colombia ·
Congo-Brazzaville ·
Costa Rica ·
Cuba ·
Curaçao ·
Cyprus ·
DDR ·
Denemarken ·
Dominica ·
Duitsland ·
Ecuador ·
Egypte ·
El Salvador ·
Engeland ·
Estland ·
Faeröer · 
Finland ·
Frankrijk ·
Ghana ·
Griekenland ·
Guatemala ·
Haïti ·
Honduras ·
Hongarije ·
Hongkong ·
Ierland ·
IJsland ·
Indonesië ·
Iran ·
Italië ·
Jamaica ·
Japan ·
Joegoslavië ·
Kaaimaneilanden ·
Kameroen ·
Kroatië ·
Libië ·
Luxemburg ·
Maleisië ·
Malta ·
Marokko ·
Mauritanië ·
Mexico ·
Moldavië ·
Nederland ·
Nieuw-Zeeland ·
Nigeria ·
Noord-Ierland ·
Noord-Korea ·
Noord-Macedonië ·
Oekraïne ·
Oezbekistan ·
Oostenrijk ·
Panama ·
Paraguay ·
Peru ·
Polen ·
Portugal ·
Puerto Rico ·
Qatar ·
Saint Kitts en Nevis ·
Saint Lucia ·
Saint Vincent en de Grenadines ·
San Marino ·
Saoedi-Arabië ·
Schotland ·
Singapore ·
Slovenië ·
Sovjet-Unie ·
Spanje ·
Suriname ·
Trinidad en Tobago ·
Tsjechië ·
Tunesië ·
Turkije ·
Uruguay ·
Venezuela ·
Verenigde Staten ·
Wales ·
Wit-Rusland ·
Zuid-Afrika ·
Zuid-Korea ·
Zwitserland
België (2022)
CONMEBOL: Bolivia · Chili  · Colombia · Ecuador · Uruguay · Venezuela

UEFA: Albanië · Andorra · Armenië · Azerbeidzjan · België · Bosnië en Herzegovina · Bulgarije · Cyprus · Denemarken · Duitsland · Engeland · Estland · Faeröer · Finland · Frankrijk · Georgië · Griekenland · Hongarije · IJsland · Ierland · Israël · Italië · Joegoslavië · Kroatië · Letland · Liechtenstein · Litouwen · Luxemburg · Malta · Moldavië · Nederland · Noord-Ierland · Noord-Macedonië · Noorwegen · Oekraïne · Oostenrijk · Polen · Portugal · Roemenië · Rusland · San Marino · Schotland · Slovenië · Slowakije · Sovjet-Unie ·  Spanje · Tsjechië · Tsjecho-Slowakije · Turkije · Wales · Wit-Rusland · Zweden · Zwitserland

AFC: Kazachstan

CAF: Madagaskar

CONCACAF: Belize · Canada